# Зоран Музич
Зоран Музич (чи правильніше — Мушич; словен. Zoran Anton Mušič; 12 лютого 1909, село Буковиця, під Горіцією, Австро-Угорщина, нині Словенія — 25 травня 2005, Венеція) — словенський живописець і графік, працював у Італії і Франції.

## Початковий етап біографії

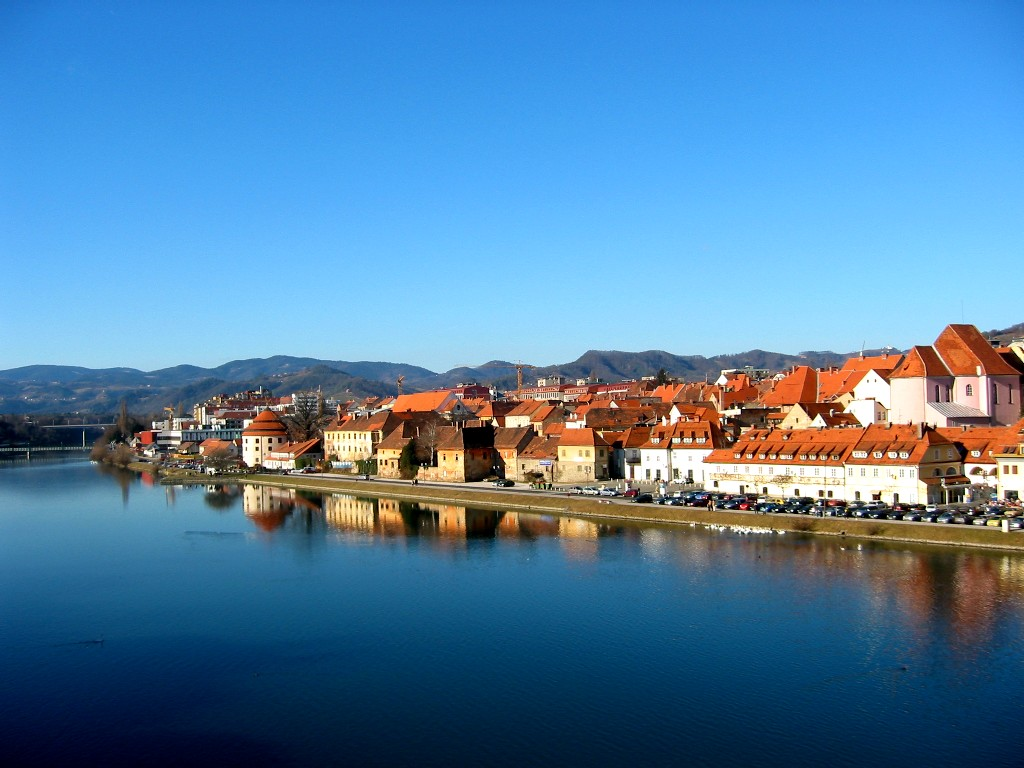
Марибор, старий квартал на березі Драви

Народився в родині сільських вчителів. Вчився живопису в Мариборі (1920—1928) та Загребі (1930—1935), потім на рік поїхав в Мадрид і Толедо, де вивчав і копіював роботи Гойї і Ель Греко. З початком громадянської війни покинув Іспанію. Вперше роботи Мушича, що розвивають досягнення балканського авангарду 1920-х років, виставили 1938-го в Любляні. У 1943—1944 роках їх показали в Трієсті й Венеції, передмову до каталогу написав відомий італійський художник Філіппо де Пізіс.

## Тюрма і концтабір
У 1944 році у Венеції Музич за підозрою в зв'язках з партизанами був заарештований гестапо, відправлений у Трієст, де місяць провів у в'язниці, зазнавши тортур. З листопада 1944 року — в'язень концтабору Дахау. З більш ніж двох сотень зроблених там малюнків на клаптиках паперу вціліли тридцять п'ять.
У 1945 році звільнений американською армією, перевезений тяжкохворим у Люблінський госпіталь. Рятуючись від гонінь комуністичного режиму маршала Тіто, Музич утік до американської зони в Горіції, потім перебрався до Венеції.

## Післявоєнний етап

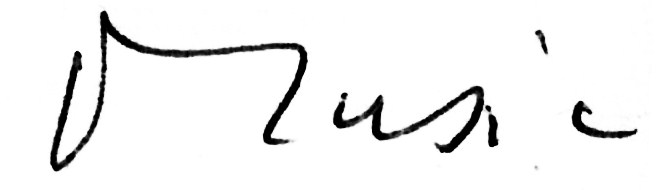
Автограф художника

У 1948 році дві картини Музича представили на Венеційській бієнале, у 1950 році він здобув на Бієнале першу премію, відтоді роботи Музича експонують на найбільших виставках у Європі і США, купують музеї світу, він удостоєний багатьох авторитетних нагород. З 1953 року Музич ділив життя між Венецією і Парижем (де перші роки працював у колишній майстерні Хаїма Сутіна на Монпарнасі). У 1970—1971 роках створив живописний цикл-спогад «Ми — не останні», який присвятив в'язням концтаборів і який став найбільш уславленою з його робіт.

## Визнання
У 1990 році Музича нагородили французьким орденом Почесного легіону. У 1995 році в Кані брав участь з Міклошем Бокором у спільній виставці «Час темряви». Того ж року на величезній ретроспективній експозиції в паризькому Гран-Пале було представлено понад 250 робіт майстра.
Помер у Венеції, похований на кладовищі острова Сан-Мікеле.

## Каталоги виставок
- Omaggio a Zoran Music. Opere scelte 1948—1990. Catalogo della mostra/ Vescovo M., Clair J., eds. — Amsterdam: De Ferrari & Devega, 1997.
- Venise dans l oeuvre de Zoran Music. — P.: Paris-Musées, 2000.
- Zoran Music: Rétrospective. / Jean Clair, ed. — P.: Cinq Continents, 2003.

## Про художника
- Grenier J. Zoran Music. — P.: Le Musée de Poche, 1970
- Peppiatt M. Zoran Music: entretiens, 1988—1998. — P.: L Echoppe, 2000.
- Clair J. La Barbarie ordinaire: Music à Dahau. — P.: Gallimard, 2001.
- Zoran Music a Cortina. Il ciclo naturalistico della vita. / A cura di Daniele D Anza. — Trieste: Il ramo d'oro edizioni, 2009. — ISBN 978-88-89359-41-9.
- Clair J. a. o.  Zoran Music: Apprendre à regarder la mort comme un soleil. — P.: Somogy éditions d'art, 2009.